# Hazarski rječnik
„Hazarski rječnik“ (ćir. „Хазарски речник“) je roman srpskog pisca Milorada Pavića. Knjigu je 1984. godine objavila izdavačka kuća „Prosveta“.
Kao najbolji jugoslavenski roman, iste godine dobiva NIN-ovu nagradu, a 1992. godine dobiva i nagradu za roman decenije od strane grafičkog ateljea „Dereta“. 
Časopis New York Times ga je uvrstio u sedam knjiga po izboru urednika krajem studenog 1988. godine.
Preveden je na više jezika. Na kineskom jeziku je 2013. imao tri izdanja.

## Vanjske poveznice
- Početak i kraj romana (srp.)
- Steph's dictionary of the khazars map
- He Thinks The Way We Dream